# Отношения между България и Литва
България поддържа дипломатически отношения с Литва през периода 1924-1940 г. преди присъединяването ѝ към Съветския съюз.
Тя е сред първите държави, признали независимостта на Литва – на 26 август 1991 г. На 10 септември 1991 г. е подписан Протокол за установяване на дипломатически отношения. През 2009 г. е отбелязана 85-годишнината от установяването на дипломатически отношения между двете страни.

## Политически отношения
Предвид общите интереси на двете държави и принадлежността им към ЕС, взаимоотношенията между България и Литва са все по-интензивни в последните години на различни равнища.

### Договорно-правна база
- Договор за основите на приятелските отношения и сътрудничество (подписан на 10 април 1996 г. в София);
- Споразумение между Министерството на отбраната на Република България и Министерството на националната отбрана на Република Литва (подписано на 12 октомври 2000 г. в София);
- Спогодба за взаимна защита и насърчаване на инвестициите (подписана на 22 ноември 2005 г. в София);
- Спогодба за избягване на двойното данъчно облагане и предотвратяване отклонението от облагане с данъци на доходите и имуществото (подписана на 9 май 2006 г. във Вилнюс);
- Протокол за сътрудничество между Министерството на външните работи на Република България и Министерството на външните работи на Република Литва (подписан на 16 март 2009 г. във Вилнюс);
- Договор за сътрудничество в областта на туризма между правителството на Република България и правителството на Република Литва (подписан на 16 март 2009 г. във Вилнюс).
- Меморандум за разбирателство между Министерството на отбраната на Република България и Министерството на националната отбрана на Република Литва (подписан на 18-19 май 2009 г. в Брюксел).
- Меморандум за разбирателство между Министерството на вътрешните работи на Република България и Министерството на вътрешните работи на Република Литва (подписан на 11 ноември 2009 г. в София).

## Разменени визити
- 2003 г. - официално посещение на външния министър Антанас Валионис (16-17 януари);
- 2003 г. - официално посещение на президента Георги Първанов (12-13 юни);
- 2005 г. - официално посещение на президента Валдас Адамкус (21-22 ноември);
- 2006 г. - официално посещение на заместник министър-председателя и министър на външните работи Ивайло Калфин (9 май);
- 2007 г. - официално посещение на парламентарна делегация, водена от председателя на литовския парламент (Seimas) Викторас Мунтянас (10-12 октомври);
- 2008 г. - официално посещение на министъра на външните работи на Република Литва Петрас Вайтиекунас (9-11 юни);
- 2009 г. - държавно посещение на президента Георги Първанов (16-18 март).

## Търговско-икономически отношения(МИЕТ)

### Стокообмен (млн. евро)
| Година         | Износ  | Внос   | Общо   | Салдо   |
| -------------- | ------ | ------ | ------ | ------- |
| 2000           | 6.38   | 2.75   | 9.13   | 3.63    |
| 2001           | 8.43   | 3.07   | 11.50  | 5.36    |
| 2002           | 8.74   | 5.81   | 14.55  | 2.93    |
| 2003           | 9.46   | 11.59  | 21.05  | -2.13   |
| 2004           | 11.70  | 9.78   | 21.48  | 1.92    |
| 2005           | 13.35  | 10.71  | 24.06  | 2.64    |
| 2006           | 17.07  | 12.37  | 29.44  | 4.70    |
| 2007           | 21.83  | 21.85  | 43.68  | 0.02    |
| 2008           | 26.619 | 24.677 | 51.296 | 1.942   |
| 2009           | 18.949 | 18.505 | 37.454 | 443     |
| 2010 (1-11 м.) | 21.622 | 26.146 | 47.768 | – 5.476 |

### Инвестиции
По данни на БНБ към декември 2010 г. литовските инвестиции в България възлизат на 4.6 млн. евро, а общият им размер за периода 1996 – 2010 г. е 223.7 млн. евро. През 2009 г., поради кризисните процеси в световната икономика, е регистрирано оттегляне на литовските инвеститори от България.

### Туризъм
През 2010 г. броят на туристите от Литва, посетили България е 10 088 души. Броят на българските граждани, посетили Литва през същата година, е 486.

## Друго
- Отношенията в областта на културата, науката, образованието и спорта се развиват на основата на Спогодбата между правителствата на Република България и правителството на Република Литва за сътрудничество в областта на образованието, науката и културата (април 1996 г.).
- В Литва живеят около 133 граждани от български произход.
- И литовци са се били за свободата на България
- Група за приятелство България - Литва Архив на оригинала от 2012-04-12 в Wayback Machine.